# Djéné Saran Camara
Pour les articles homonymes, voir Camara.
 Djéné Saran Camara, née le 10 octobre 1958 à Kérouané (Guinée), est une pharmacienne et femme politique guinéenne, députée à l’Assemblée nationale de 2013 à 2021.

## Biographie

### Parcours scolaire et universitaire
Née à Kérouané, elle fréquente l’école primaire et le lycée de sa ville natale. Après le BAC, elle entre à la faculté de médecine et pharmacie de l'Institut polytechnique de Conakry, aujourd'hui composante de l'université Gamal Abdel Nasser, et en sort avec le diplôme de pharmacienne.

### Carrière
Elle est élue députée en 2013 sous la présidence de Claude Kory Kondiano jusqu'en 2020 puis réélue sous la présidence d'Amadou Damaro Camara jusqu'à la dissolution de l'institution le 5 septembre 2021 après le coup d'État de Mamadi Doumbouya,.

### Vie privée
Elle est mariée et mère de six enfants.